# Fischbach (près Idar-Oberstein)
Pour les articles homonymes, voir Fischbach.
Fischbach est une municipalité allemande située dans le land de Rhénanie-Palatinat et l'arrondissement de Birkenfeld.

## Personnalités liées à la commune
- Elvira Eisenschneider, résistante allemande au nazisme.